# Sebetwane
Sebetwane (circa 1790 o 1800 - † Barotselandia, 7 de julio de 1851) fue un jefe basuto que, tras emigrar desde la actual provincia del Estado Libre, en Sudáfrica, creó el mayor de los Estados makololo en el suroeste de lo que hoy es Zambia. En 1838 atravesó el río Zambeze y conquistó el reino que allí habían creado los lozi. Logró conciliar a las etnias makololo y lozi y repeler dos ataques de Mzilikazi, rey de los matabele. 
Conoció al explorador británico David Livingstone, con quien trabó amistad poco antes de morir.